# Арне Фрідріх
Арне Фрідріх (нім. Arne Friedrich, нар. 29 травня 1979, Бад-Ейнгаузен) — колишній німецький футболіст, захисник.
Більшу частину кар'єри провів у Бундеслізі, виступаючи за столичну «Герту», а також національну збірну Німеччини.

## Клубна кар'єра
Вихованець юнацьких команд футбольних клубів «Бад-Ейнгаузен», «Тус Лое», «Герфорд» та «Гютерсло».

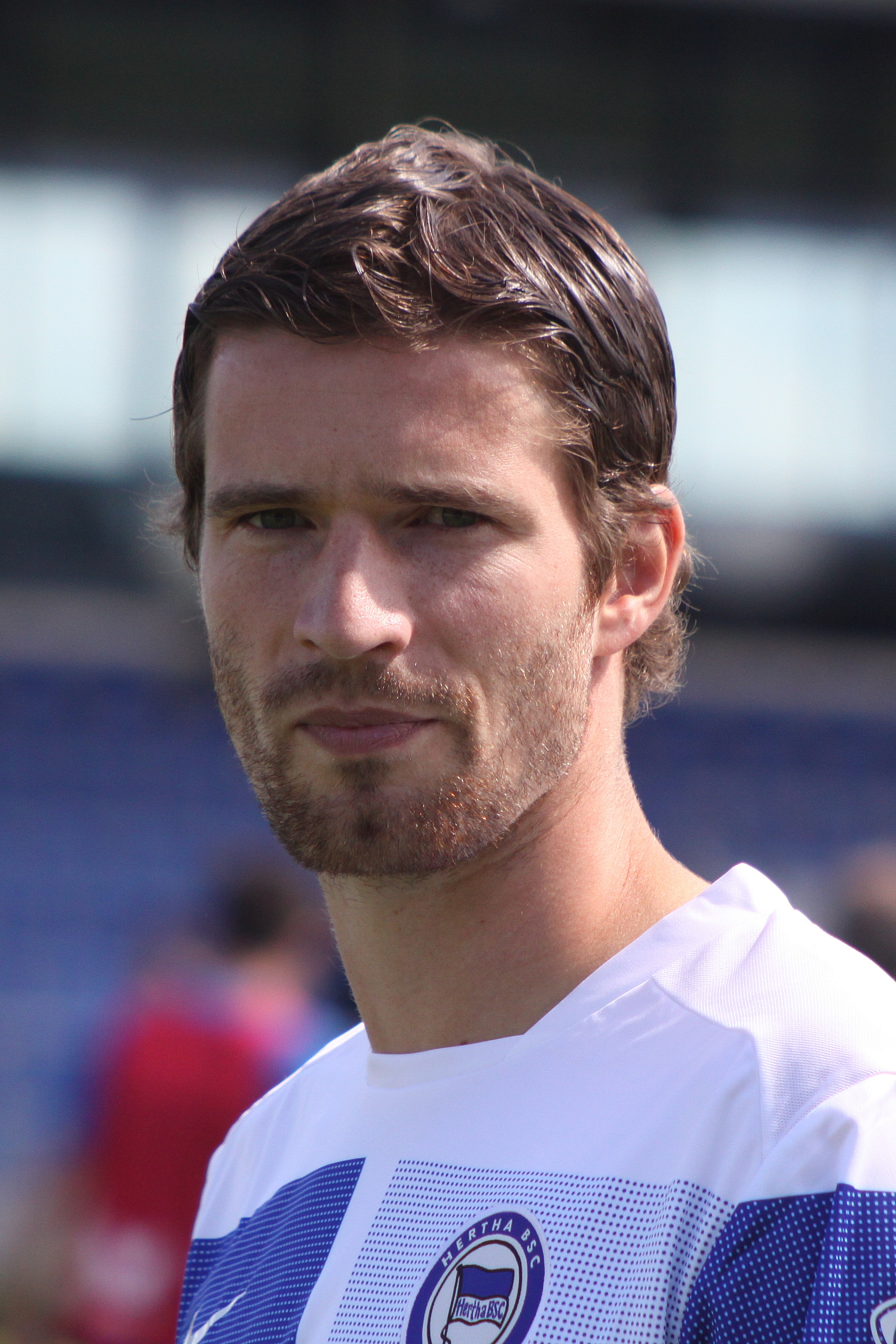
Фрідріх у формі «Герти» в 2009

Розпочав свою кар'єру у клубі «Ферль», що виступав у Регіональній Лізі. Там він був помічений менеджером білефельдської «Армінії», Германом Герландом, який запросив його в стан чорно-синіх. На початку сезону 2000/01 Фрідріх підписав свій перший професійний контракт. У новій команді Арне швидко став постійним гравцем основного складу і за два сезони Арне взяв участь у 47 матчах Другої Бундесліги.
Влітку 2002 року Фрідріх приймає пропозицію берлінської «Герти». У тому ж році в складі нової команди Арне стає володарем Кубку ліги, на шляху до трофею перемагаючи «Баварію», дортмундську «Боруссію» та «Шальке 04».
На початку сезону 2004/05 тренер «Герти» Фалько Гетц призначає Фрідріха капітаном команди. Капітанську пов'язку Арне зберігає за собою до самого відходу з команди в 2010 році. Протягом восьми років, проведених в клубі Фрідріх двічі продовжує контракт, термін останнього закінчувався у 2012 році з можливістю продовження на рік. За берлінський клуб захисник провів більше 200 матчів, забивши 41 гол. Також Арне був включений у збірну Століття, на думку вболівальників столичного клубу.
2 липня 2010 року Фрідріх підписав трирічний контракт з «Вольфсбургом», але через траму довго не виходив на поле. 15 січня 2011 року Арне дебютував за нову команду в матчі проти «Баварії».
Кар'єри Фрідріха у стані «вовків» була затьмарена травмами, тому 19 вересня 2011 року «Вольфсбург» розірвав контракт із захисником. надаючи йому статус вільного агента.

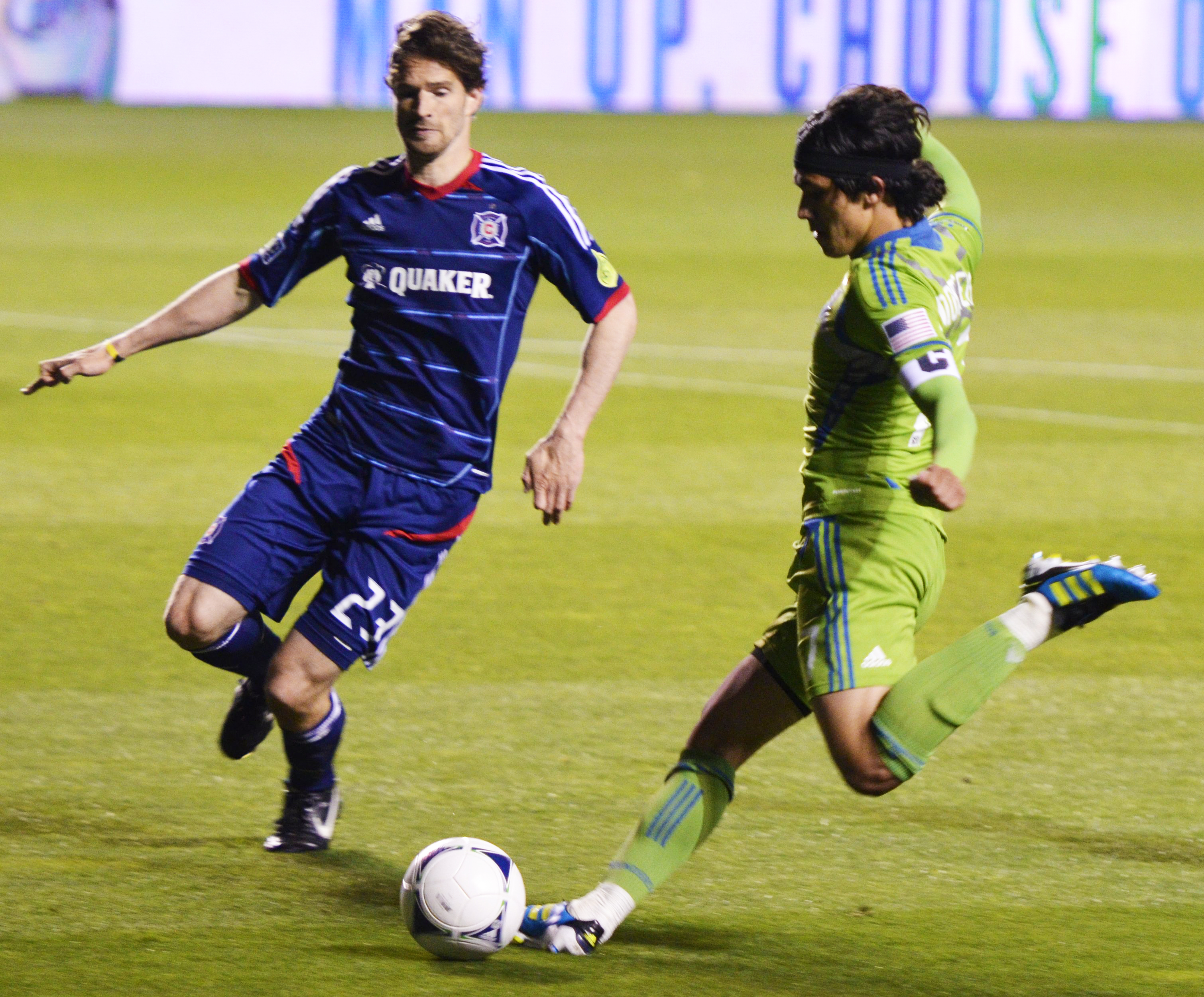
Арне Фрідріх у матчі проти «Сіетл Саундерз»

7 березня 2012 року Фрідріх підписав контракт з американським клубом «Чикаго Файр». В кінці сезону 2012, в якому Фрідріх зіграв у 23 матчах і забив 1 гол, він був названий «Захисником року» клубу і «Чикаго Файр» продовжив контракт з Фрідріхом до кінця 2013 року.
Проте у сезоні 2013 року Фрідріх не зміг зіграти за клуб в жодному матчі за клуб через травми, спершу підколінного сухожилля, потім стегна, а також старою проблемою з грижею міжхребцевих дисків. 23 червня 2013 року Арне оголосив про розірвання контракту з «Чикаго Файр» і про завершення спортивної кар'єри у зв'язку з травмами.

## Виступи за збірні

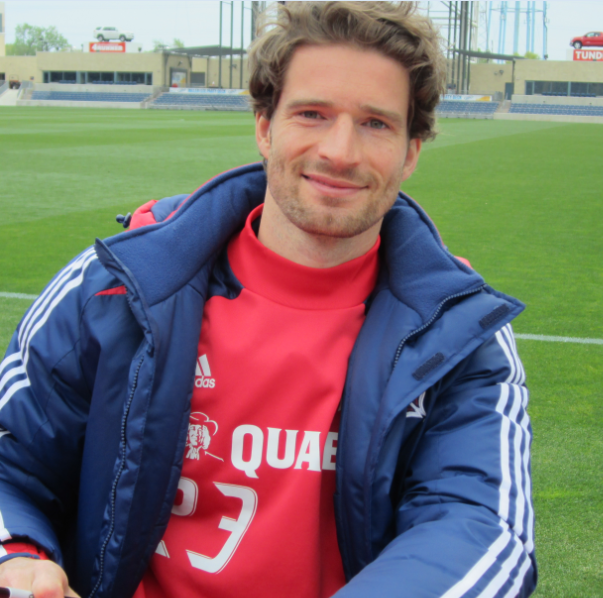
Арне Фрідріх у квітні 2012 року в Чикаго

Протягом 2000—2001 років залучався до складу молодіжної збірної Німеччини. На молодіжному рівні зіграв у 5 офіційних матчах.
21 серпня 2002 року дебютував в офіційних матчах у складі національної збірної Німеччини у товариській зустрічі проти збірної Болгарії (2:2). 21 грудня 2004 року Фрідріх приміряв капітанську пов'язку збірної, коли його команда в товариському матчі у Бангкоку розгромила збірну Таїланду 5:1.
У складі збірної був учасником чемпіонату Європи 2004 року у Португалії, розіграшу Кубка конфедерацій 2005 року у Німеччині, на якому команда здобула бронзові нагороди, чемпіонату світу 2006 року у Німеччині, на якому команда здобула бронзові нагороди, чемпіонату Європи 2008 року в Австрії та Швейцарії, де разом з командою здобув «срібло», чемпіонату світу 2010 року у ПАР, на якому команда здобула бронзові нагороди.
Наразі провів у формі головної команди країни 82 матчі, забивши 1 гол. Цей єдиний гол Фрідріх забив у своєму 77-му матчі, 3 липня 2010 року, у чвертьфіналі чемпіонату світу 2010 року у ворота збірної Аргентини (4:0).
| Дата       | Місто              | Господарі            | Результат             | Гості                | Турнір                       | Голи | Примітки |
| ---------- | ------------------ | -------------------- | --------------------- | -------------------- | ---------------------------- | ---- | -------- |
| 21/08/2002 | Софія              | Болгарія             | 2 – 2                 | Німеччина            | товариський матч             | -    |          |
| 11/10/2002 | Сараєво            | Боснія і Герцеговина | 1 – 1                 | Німеччина            | товариський матч             | -    |          |
| 16/10/2002 | Ганновер           | Німеччина            | 2 – 1                 | Фарерські острови    | Відбір до ЧЄ 2004            | -    |          |
| 20/11/2002 | Гельзенкірхен      | Німеччина            | 1 – 3                 | Нідерланди           | товариський матч             | -    |          |
| 12/02/2003 | Пальма             | Іспанія              | 3 – 1                 | Німеччина            | товариський матч             | -    |          |
| 29/03/2003 | Нюрнберг           | Німеччина            | 1 – 1                 | Литва                | Відбір до ЧЄ 2004            | -    |          |
| 30/04/2003 | Бремен             | Німеччина            | 1 – 0                 | Сербія та Чорногорія | товариський матч             | -    |          |
| 01/06/2003 | Вольфсбург         | Німеччина            | 4 – 1                 | Канада               | товариський матч             | -    |          |
| 07/06/2003 | Глазго             | Шотландія            | 1 – 1                 | Німеччина            | Відбір до ЧЄ 2004            | -    |          |
| 11/06/2003 | Торсгавн           | Фарерські острови    | 0 – 2                 | Німеччина            | Відбір до ЧЄ 2004            | -    |          |
| 06/09/2003 | Рейк'явік          | Ісландія             | 0 – 0                 | Німеччина            | Відбір до ЧЄ 2004            | -    |          |
| 10/09/2003 | Дортмунд           | Німеччина            | 2 – 1                 | Шотландія            | Відбір до ЧЄ 2004            | -    |          |
| 11/10/2003 | Гамбург            | Німеччина            | 3 – 0                 | Ісландія             | Відбір до ЧЄ 2004            | -    |          |
| 15/10/2003 | Гельзенкірхен      | Німеччина            | 0 – 3                 | Франція              | товариський матч             | -    |          |
| 18/02/2004 | Спліт              | Хорватія             | 1 – 2                 | Німеччина            | товариський матч             | -    |          |
| 31/03/2004 | Кельн              | Німеччина            | 3 – 0                 | Бельгія              | товариський матч             | -    |          |
| 28/04/2004 | Бухарест           | Румунія              | 5 – 1                 | Німеччина            | товариський матч             | -    |          |
| 27/05/2004 | Фрайбург           | Німеччина            | 7 – 0                 | Мальта               | товариський матч             | -    |          |
| 02/06/2004 | Базель             | Швейцарія            | 0 – 2                 | Німеччина            | товариський матч             | -    |          |
| 15/06/2004 | Порту              | Німеччина            | 1 – 1                 | Нідерланди           | ЧЄ 2004 - Перший тур         | -    |          |
| 19/06/2004 | Порту              | Латвія               | 0 – 0                 | Німеччина            | ЧЄ 2004 - Перший тур         | -    |          |
| 23/06/2004 | Лісабон            | Німеччина            | 1 – 2                 | Чехія                | ЧЄ 2004 - Перший тур         | -    |          |
| 19/12/2004 | Пусан              | Південна Корея       | 3 – 1                 | Німеччина            | товариський матч             | -    |          |
| 21/12/2004 | Бангкок            | Таїланд              | 1 – 5                 | Німеччина            | товариський матч             | -    |          |
| 26/03/2005 | Цельє              | Словенія             | 0 – 1                 | Німеччина            | товариський матч             | -    |          |
| 08/06/2005 | Менхенгладбах      | Німеччина            | 2 – 2                 | Росія                | товариський матч             | -    |          |
| 15/06/2005 | Франкфурт-на-Майні | Німеччина            | 4 – 3                 | Австралія            | Кубок конфедерацій           | -    |          |
| 18/06/2005 | Кельн              | Туніс                | 0 – 3                 | Німеччина            | Кубок конфедерацій           | -    |          |
| 25/06/2005 | Нюрнберг           | Німеччина            | 2 – 3                 | Бразилія             | Кубок конфедерацій           | -    |          |
| 17/08/2005 | Роттердам          | Нідерланди           | 2 – 2                 | Німеччина            | товариський матч             | -    |          |
| 12/10/2005 | Гамбург            | Німеччина            | 1 – 0                 | КНР                  | товариський матч             | -    |          |
| 12/11/2005 | Париж              | Франція              | 0 – 0                 | Німеччина            | товариський матч             | -    |          |
| 01/03/2006 | Флоренція          | Італія               | 4 – 1                 | Німеччина            | товариський матч             | -    |          |
| 22/03/2006 | Дортмунд           | Німеччина            | 4 – 1                 | США                  | товариський матч             | -    |          |
| 27/05/2006 | Фрайбург           | Німеччина            | 7 – 0                 | Люксембург           | товариський матч             | -    |          |
| 02/06/2006 | Менхенгладбах      | Німеччина            | 3 – 0                 | Колумбія             | товариський матч             | -    |          |
| 09/06/2006 | Мюнхен             | Німеччина            | 4 – 2                 | Коста-Рика           | ЧС 2006 - груповий етап      | -    |          |
| 14/06/2006 | Дортмунд           | Німеччина            | 1 – 0                 | Польща               | ЧС 2006 - груповий етап      | -    |          |
| 20/06/2006 | Берлін             | Еквадор              | 0 – 3                 | Німеччина            | ЧС 2006 - груповий етап      | -    |          |
| 24/06/2006 | Мюнхен             | Німеччина            | 2 – 0                 | Швеція               | ЧС 2006 - 1/8 фіналу         | -    |          |
| 30/06/2006 | Берлін             | Німеччина            | 1 – 1 д.ч. (5-3 п.п.) | Аргентина            | ЧС 2006 - чвертьфінал        | -    |          |
| 04/07/2006 | Дортмунд           | Німеччина            | 0 – 2 д.ч.            | Італія               | ЧС 2006 - півфінал           | -    |          |
| 16/08/2006 | Гельзенкірхен      | Німеччина            | 3 – 0                 | Швеція               | товариський матч             | -    |          |
| 02/09/2006 | Штутгарт           | Німеччина            | 1 – 0                 | Ірландія             | Відбір до ЧЄ 2008            | -    |          |
| 06/09/2006 | Серравалле         | Сан-Марино           | 0 – 13                | Німеччина            | Відбір до ЧЄ 2008            | -    |          |
| 07/10/2006 | Росток             | Німеччина            | 2 – 0                 | Грузія               | товариський матч             | -    |          |
| 11/10/2006 | Братислава         | Словаччина           | 1 – 4                 | Німеччина            | Відбір до ЧЄ 2008            | -    |          |
| 15/11/2006 | Нікосія            | Кіпр                 | 1 – 1                 | Німеччина            | Відбір до ЧЄ 2008            | -    |          |
| 07/02/2007 | Дюссельдорф        | Німеччина            | 3 – 1                 | Швейцарія            | товариський матч             | -    |          |
| 22/08/2007 | Лондон             | Англія               | 1 – 2                 | Німеччина            | товариський матч             | -    |          |
| 08/09/2007 | Кардіфф            | Уельс                | 0 – 2                 | Німеччина            | Відбір до ЧЄ 2008            | -    |          |
| 12/09/2007 | Кельн              | Німеччина            | 3 – 1                 | Румунія              | товариський матч             | -    |          |
| 13/10/2007 | Дублін             | Ірландія             | 0 – 0                 | Німеччина            | Відбір до ЧЄ 2008            | -    |          |
| 17/10/2007 | Мюнхен             | Німеччина            | 0 – 3                 | Чехія                | Відбір до ЧЄ 2008            | -    |          |
| 17/11/2007 | Ганновер           | Німеччина            | 4 – 0                 | Кіпр                 | Відбір до ЧЄ 2008            | -    |          |
| 26/03/2008 | Базель             | Швейцарія            | 0 – 4                 | Німеччина            | товариський матч             | -    |          |
| 31/05/2008 | Гельзенкірхен      | Німеччина            | 2 – 1                 | Сербія               | товариський матч             | -    |          |
| 16/06/2008 | Відень             | Австрія              | 0 – 1                 | Німеччина            | ЧЄ 2008 - груповий етап      | -    |          |
| 19/06/2008 | Базель             | Португалія           | 2 – 3                 | Німеччина            | ЧЄ 2008 - чвертьфінал        | -    |          |
| 25/06/2008 | Базель             | Німеччина            | 3 – 2                 | Туреччина            | ЧЄ 2008 - півфінал           | -    |          |
| 29/06/2008 | Відень             | Німеччина            | 0 – 1                 | Іспанія              | ЧЄ 2008 - Фінал              | -    |          |
| 11/10/2008 | Дортмунд           | Німеччина            | 2 – 1                 | Росія                | Відбір до ЧС 2010            | -    |          |
| 15/10/2008 | Менхенгладбах      | Німеччина            | 1 – 0                 | Уельс                | Відбір до ЧС 2010            | -    |          |
| 19/11/2008 | Берлін             | Німеччина            | 1 – 2                 | Англія               | товариський матч             | -    |          |
| 29/05/2009 | Шанхай             | КНР                  | 1 – 1                 | Німеччина            | товариський матч             | -    |          |
| 02/06/2009 | Дубай              | ОАЕ                  | 2 – 7                 | Німеччина            | товариський матч             | -    |          |
| 05/09/2009 | Леверкузен         | Німеччина            | 2 – 0                 | ПАР                  | товариський матч             | -    |          |
| 10/10/2009 | Москва             | Росія                | 0 – 1                 | Німеччина            | Відбір до ЧС 2010            | -    |          |
| 14/10/2009 | Гамбург            | Німеччина            | 1 – 1                 | Фінляндія            | Відбір до ЧС 2010            | -    |          |
| 13/05/2010 | Аахен              | Німеччина            | 3 – 0                 | Мальта               | товариський матч             | -    |          |
| 29/05/2010 | Будапешт           | Угорщина             | 0 – 3                 | Німеччина            | товариський матч             | -    |          |
| 03/06/2010 | Франкфурт-на-Майні | Німеччина            | 3 – 1                 | Боснія і Герцеговина | товариський матч             | -    |          |
| 13/06/2010 | Дурбан             | Німеччина            | 4 – 0                 | Австралія            | ЧС 2010 - груповий етап      | -    |          |
| 18/06/2010 | Порт-Елізабет      | Німеччина            | 0 – 1                 | Сербія               | ЧС 2010 - груповий етап      | -    |          |
| 23/06/2010 | Йоганнесбург       | Гана                 | 0 – 1                 | Німеччина            | ЧС 2010 - груповий етап      | -    |          |
| 27/06/2010 | Блумфонтейн        | Німеччина            | 4 – 1                 | Англія               | ЧС 2010 - 1/8 фіналу         | -    |          |
| 03/07/2010 | Кейптаун           | Аргентина            | 0 – 4                 | Німеччина            | ЧС 2010 - чвертьфінал        | 1    |          |
| 07/07/2010 | Дурбан             | Німеччина            | 0 – 1                 | Іспанія              | ЧС 2010 - півфінал           | -    |          |
| 10/07/2010 | Порт-Елізабет      | Уругвай              | 2 – 3                 | Німеччина            | ЧС 2010 - матч за 3-тє місце | -    |          |
| Усього     |                    | Матчів               | 79                    |                      | Голів                        | 1    |          |

## Досягнення

### Командні
- Володар Кубка німецької ліги: 2002
- Володар Кубка Інтертото: 2006
- Бронзовий призер чемпіонату світу: 2006, 2010
- Віце-чемпіон Європи: 2008

### Особисті
- Захисник року в «Чикаго Файр»: 2012